# Bombinatòrids
Els bombinatòrids (Bombinatoridae) són una família d'amfibis anurs pròpia d'Euràsia.

## Taxonomia
La família dels bombinatòrids conté dos gèneres; Barbourula, que es troba a les Filipines i a l'illa de Borneo, i Bombina, que és present arreu d'Euràsia.
Gènere Barbourula
- Barbourula busuangensis
- Barbourula kalimantanensis

Gènere Bombina
- Bombina bombina
- Bombina fortinuptialis
- Bombina lichuanensis
- Bombina maxima
- Bombina microdeladigitora
- Bombina orientalis
- Bombina pachypus
- Bombina variegata